# ین بای
ین بای (به لاتین: Yên Bái) یک شهر در ویتنام است که در استان ین بای واقع شده‌است.

## خصوصیات
ین بای ۵۸ کیلومترمربع مساحت و ۷۸٬۰۱۶ نفر جمعیت دارد.